# 밀레피오리

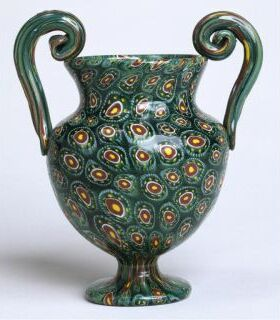
Vase, 1872 V&A Museum no. 1188-1873

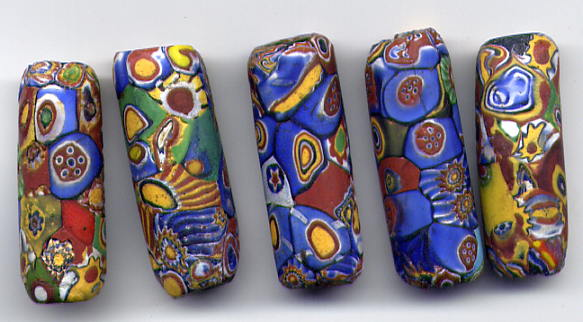
1920년대 밀레피오리 비즈

밀레피오리(millefiori, 이탈리아어: [milleˈfjoːri])는 유리 제품에 장식적인 패턴을 입히는 유리제조 기술이다. "밀레피오리"라는 용어는 이탈리아어의 단어 "mille" (천)과 "fiori" (꽃들)의 조합이다. 앱슬리 펠랫은 그의 책 《Curiosities of Glass Making》에서 최초로 "밀레피오리"라는 용어를 사용했으며, 1849년에 《옥스포드 영어사전》에 등장하였다. 구슬들은 그 이전에는 모자이크 구슬이라고 불렸다. 이 기술의 역사는 용어 자체보다 훨씬 오래되었으며, 현재 베네치아 유리 제품과 제일 흔하게 엮인다.
1980년대 후반부터, 밀레피오리 기술은 중합체 점토와 다른 재질에 사용되어 왔다. 고분자 점토는 꽤나 유연하며 융합하기 위해 가열, 재가열할 필요가 없기 때문에, 유리보다 밀레피오리 패턴을 만들어내기 훨씬 좋다.

## 역사

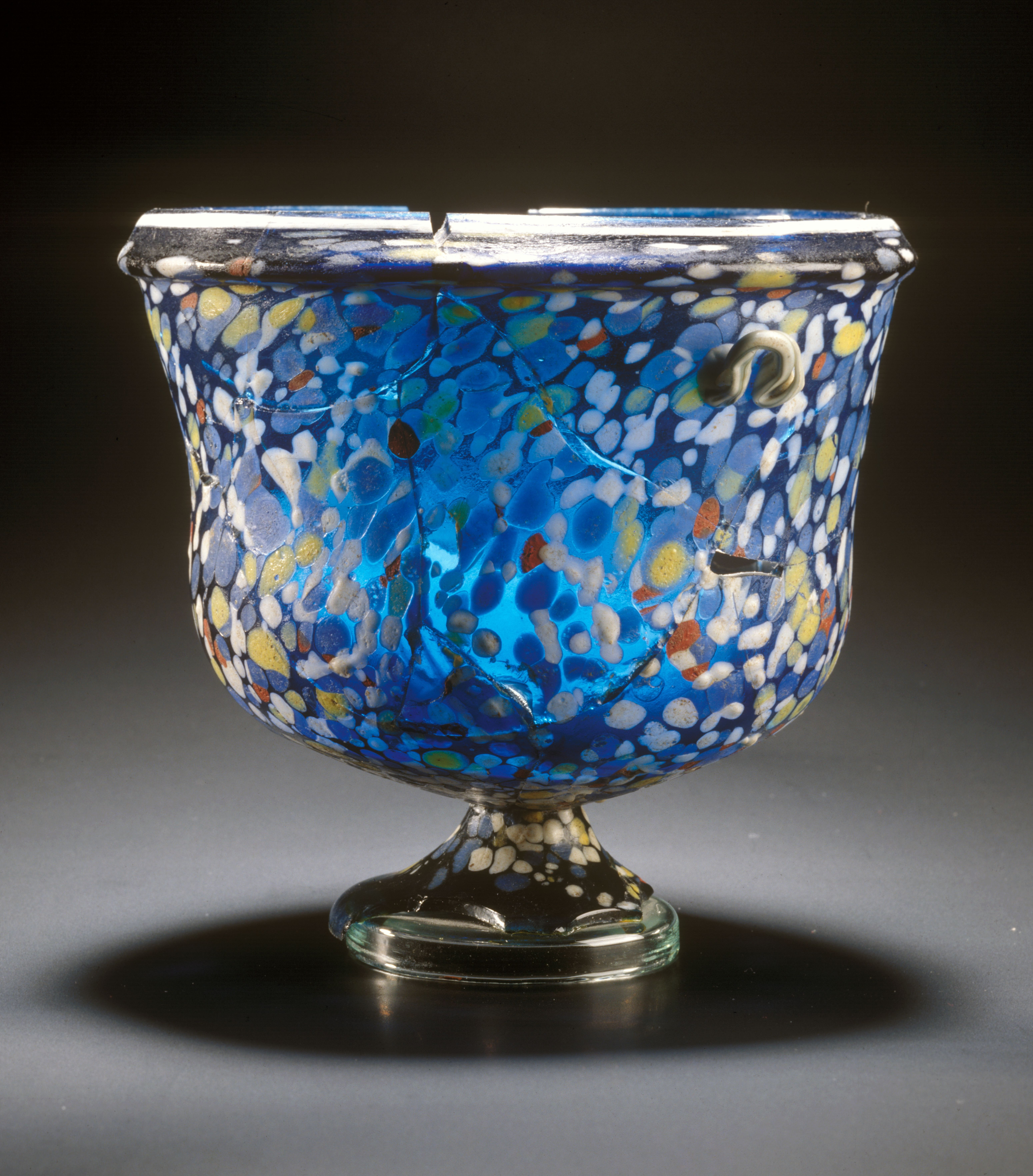
오늘날 류블라나가 세워진 에모나의 무덤에서 나온, 로마 시대의 밀레피오리 양식의 컵

모자이크 비즈 생산의 역사는 고대 로마, 페니키아, 알렉산더 시대로 거슬러 올라간다. 아마도 이탈리아에서 만들어진 것으로 보이는 막대가 아일랜드의 8세기 경의 유적지에서 발견되었다. 스웨덴 욀란드섬 Sandby borg에서 5세기 후반에서 6세기 초반의 것으로 보이는 밀레피오리 비즈가 발굴되기도 했다. 서튼 후에 위치한 7세기 초기의 앵글로색슨족의 무덤에 있는 지갑에서 밀레피오리의 조각이 가공되지 않은 석류석과 함께 발견되었다.

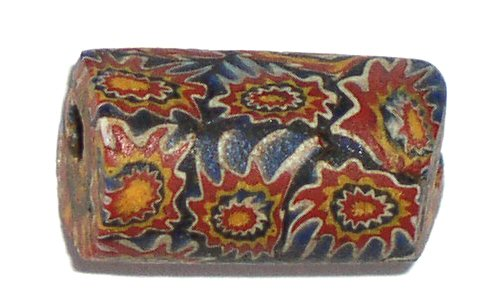
로마의 밀레피오리 비즈

밀레피오리를 제작하기 위한 기술적인 지식은 18세기에 소실되었으며, 19세기까지 복원되지 않았다. 기술을 복원한 몇 년 동안 이탈리아, 프랑스, 영국의 공장들은 밀레피오리 막대를 생산했다. 이 기술은 흔히 유리 문진에 적용되었다.
무라노 유리 제작자들은 15세기까지 주형에 굳힌 로제타 막대로 만든 로제타 비즈만 생산했다. 로제타 비즈는 주형 안에 다양한 색상의 유리 층을 여러 겹 쌓아올리고, 막대가 원하는 두께가 될 때까지 양 쪽에 부드러운 유리를 밀어넣어 만들어졌다. 그렇게 만들어진 막대는 좀 더 작업하기 위해 작은 조각으로 잘려나간다.

## 생산

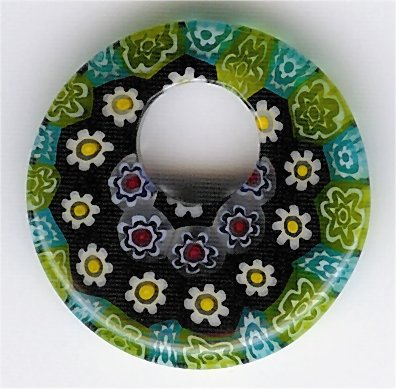
밀레피오리 유리 펜던트

밀레피오리 기술은 막대의 잘린 끝부분에서만 볼 수 있는 다색의 패턴을 지닌, 무리네라고 알려진 유리 막대의 생산을 포함한다. 무리네 막대는 용광로 안에서 가열되고, 단면의 형상을 유지하면서 가늘게 밀어넣는다. 막대가 식으면 비즈나 판형으로 자른다.

## 같이 보기
- 밀플뢰르, 작은 꽃들로 구성된 배경을 지칭하는 데 사용되는 프랑스어의 용어
- 유리 박물관
- 베네치아 비즈